# Marquês de Pombal metróállomás
A Marquês de Pombal metróállomás a lisszaboni metró kék és sárga metróvonalán, a Praça do Marquês de Pombal téren található.

## Története
A Marquês de Pombal kék vonali állomása egyike annak a 11 állomásnak, amelyek az 1959. december 29-én megnyitott eredeti lisszaboni metróhálózathoz tartoznak.

## Jellemzői
Az állomás a Praça do Marquês de Pombal téren található. Az állomástól elérhető az Avenida da Liberdade eleje, az Eduardo VII park és a Cinemateca Portuguesa. A legújabb lisszaboni metróállomásokhoz hasonlóan ez az állomás is ki tudja szolgálni a mozgássérült utasokat; több lift és mozgólépcső könnyíti meg az aluljáró és a peronok megközelítését.

### Kék metróvonal
A kék vonal eredeti állomásának építészeti terveit Francisco Keil do Amaral és Falcão e Cunha, a dekorációt pedig Maria Keil festőművész készítette. 
1995. július 15-én fejeződött be az állomás bővítése és teljes felújítása, amely José Santa-Rita és João Santa-Rita építészek tervei alapján történt. A díszítést João Cutileiro és Charters de Almeida festőművészek készítették. Az állomás átalakítása során meghosszabbították a peronokat és egy új csarnokot építettek, hogy össze legyen kötve a kék vonali állomás a sárga vonali állomással.

### Sárga metróvonal
1995. július 15-én nyílt meg a sárga vonal állomása Duarte Nuno Simőes és Nuno Simőes építészek tervei alapján, miután szétválasztották a kék és sárga vonalakat. A dekorációt Menez festőművész készítette.

## Fordítás
Ez a szócikk részben vagy egészben  az   Estação Marquês de Pombal című portugál Wikipédia-szócikk ezen változatának fordításán alapul.  Az eredeti cikk szerkesztőit annak laptörténete sorolja fel. Ez a jelzés csupán a megfogalmazás eredetét és a szerzői jogokat jelzi, nem szolgál a cikkben szereplő információk forrásmegjelöléseként.